# Bata Mande Bori
Bata Mande Bori, död 1285, var en afrikansk härskare. Han var Mansa, monark, i Maliriket mellan cirka 1275 och 1285.